# Florence Knapp
Florence Knapp (Lansdale, 10 ottobre 1873 – Montgomery Square, 11 gennaio 1988) è stata una supercentenaria statunitense.
Alla morte di Anna Eliza Williams, avvenuta il 27 dicembre 1987, la Knapp divenne la persona vivente più longeva al mondo e lo rimase fino alla sua stessa morte, avvenuta il mese successivo, all'età di 114 anni e 93 giorni.

## Biografia
Nata a Lansdale, in Pennsylvania, Florence visse a Montgomery Square per la maggior parte della sua vita. La sua famiglia era numerosa e molti dei suoi consanguinei furono longevi: i suoi fratelli e sorelle vissero più di 80-90 anni e una sorella, in particolare, raggiunse l'età di 108 anni. Florence non si sposò mai e non ebbe figli.
Nell'ottobre 1987, quando venne premiata dalla legislatura della Pennsylvania per la sua longevità, Florence fu riconosciuta dal Guinness World Records come la persona più anziana degli Stati Uniti e dopo la morte della britannica Anna Eliza Williams, il 27 dicembre 1987, la Knapp divenne la più anziana persona vivente verificata. Il nome di Florence Knapp, in quanto persona vivente più anziana, non è mai stato incluso nel registro, poiché la donna morì solo 15 giorni dopo aver ereditato dalla Williams il primato, dunque prima che potesse essere inclusa nella nuova edizione del Guinness Book.
Dopo la morte della Knapp vi fu molta confusione su chi fosse la nuova persona verificabilmente più anziana al mondo: in un primo momento, Orpha Nusbaum (agosto 1875 - marzo 1988) fu ritenuta l'erede ufficiale del primato di decana dell'umanità; poi venne individuato il caso di Birdie May Vogt (agosto 1876 - luglio 1989); nel novembre 1988 il Guinness riconobbe invece come persona vivente più anziana al mondo Carrie C. White, che affermava di essere nata nel 1874, ma la sua età inizialmente presunta fu in seguito ufficialmente smentita; la reale erede della Knapp, dunque, fu la statunitense Easter Wiggins, la quale raggiunse l'età di 116 anni e 36 giorni, risultando la persona più longeva di sempre fino a quel momento.